# Dale Raoul
Dale Raoul (Montana, 16 agosto 1956) è un'attrice statunitense.

## Carriera
Inizia la sua carriera da attrice professionista all'Old Globe Theatre di San Diego dove appare nell'Amleto e ne La bisbetica domata. Recita anche in molti altri teatri come l'Indiana Repertory Theatre, l'Arizona Theatre Company e il New Mexico Repertory Theatre. Successivamente interpreta il ruolo di Josie Hogan in A Moon for the Misbegotten e ottiene un Drama-Logue Award per Steaming. Nel 1986 recita per la prima volta in una serie televisiva, guadagnando una discreta popolarità grazie alla sua apparizione nella serie La signora in giallo

## Vita privata
Nel 1986 sposa Ray Thompson. La coppia vive a Los Angeles con i loro due cani. Sostiene inoltre l'organizzazione no-profit Artists Confronting AIDS.

## Filmografia

### Cinema
- Hollywood Chaos, regia di Sean McNamara (1989)
- Il tagliaerbe (The Lawnmower Man), regia di Brett Leonard (1992)
- Gli impenitenti (Out to Sea), regia di Martha Coolidge (1997)
- They Come at Night, regia di Lindy Laub (1998)
- Sbucato dal passato (Blast from the Past), regia di Hugh Wilson (1999)
- Love Stinks, regia di Jeff Franklin (1999)
- Beautiful - Una vita da miss (Beautiful), regia di Sally Field (2000)
- The Mexican - Amore senza sicura (The Mexican), regia di Gore Verbinski (2000)
- Ronnie, regia di Christopher Haifley (2002)
- Save the Mavericks, regia di Casey Kriley (2005)
- Forfeit, regia di Andrew Shea (2007)
- Sette anime (Seven Pounds), regia di Gabriele Muccino (2008)
- The Pretty One, regia di Jenée LaMarque (2013)

### Televisione
- La signora in giallo (Murder, She Wrote) - serie TV, episodio 2x14 (1986)
- Avvocati a Los Angeles (L.A. Law) - serie TV (1986)
- Casalingo Superpiù (Who's The Boss?) - serie TV, 2 episodi (1986)
- Max Headroom - serie TV (1987)
- Quattro donne in carriera (Designing Women) - serie TV (1989)
- Autostop per il cielo (Highway to Heaven) - serie TV (1989)
- ALF - serie TV (1989)
- Ferris Bueller - serie TV (1990)
- California - serie TV (1991)
- La famiglia Hogan - serie TV (1991)
- Morton & Hayes - serie TV (1991)
- Seinfeld - serie TV (1991)
- Civil Wars - serie TV, 2 episodi (1992)
- NYPD - New York Police Department (NYPD Blue) - serie TV, 2 episodi (1994)
- Favorite Deadly Sins - film TV (1995)
- Cinque in famiglia (Party of Five) - serie TV (1995)
- Partners - serie TV (1995)
- Death Benefit - film TV (1996)
- Murder One - serie TV (1996)
- Nash Bridges - serie TV (1997)
- E vissero infelici per sempre - serie TV (1997)
- A Match Made in Heaven - film TV (1997)
- Maggie - serie TV (1998)
- Sabrina, vita da strega (Sabrina, the Teenage Witch) - serie TV (1998)
- Net Force - film TV (1999)
- The Drew Carey Show - serie TV (1999)
- Chicken Soup for the Soul - serie TV (1999)
- Six Feet Under - serie TV (2001)
- Friends - serie TV (2001)
- Mister Sterling - serie TV, 9 episodi (2003)
- Here to Remember - film TV (2004)
- Phil dal futuro - serie TV (2005)
- Hot Properties - serie TV (2005)
- The Office - serie TV, 2 episodi (2008-2009)
- Il momento di tornare - film TV (2009)
- The Middle - serie TV (2010)
- Grey's Anatomy – serie TV, episodio 7x22 (2011)
- True Blood - serie TV, 25 episodi (2008-2014)
- Under the Dome – serie TV, 9 episodi (2013-in corso)

## Doppiatrici italiane
Nelle versioni in italiano dei suoi lavori, Dale Raoul è stata doppiata da:
- Alessandra Chiari in True Blood
- Tenerezza Fattore in The Middle
- Cristina Piras in Grey's Anatomy
- Franca Lumachi in The Pretty One